# Petrus Kenicius
Petrus Kenicius, egentligen Peter Königsson, född 1555 i Umeå landsförsamling, Baggböle, död 3 februari 1636 i Uppsala, var en svensk professor och biskop, från 1609 ärkebiskop.

## Familjebakgrund
Kenicius var son till nämndemannen och landsköpmannen König Olofsson och Anna Olofsdotter. Fadern härstammade från den s.k. Bureätten. 
Namnet Kenicius är en latinisering av faderns förnamn Könik eller König. Detta förnamn uppträder i Petrus Kenicius hemtrakt i mitten av 1300-talet, då Könik Skarlakan bytte till sig en egendom i Kåddis. Nils Ahnlund har i en artikel hävdat att Könik i Baggböle bör ha varit en ättling till Könik Skarlakan.
Petrus Kenicius hade flera systrar som kallade sig Kenicia, däribland Anna som blev stammoder till släkten Halenius och Margareta som var gift med hövitsmannen Per Olovsson Bottnekarl, samt systern Helena Köniksdotter, gift med den kungliga sekreteraren Sigfrid Henriksson Sarfve.

## Akademisk karriär
Kenicius genomgick latinskolan i Gävle omkring 1569, där han kom i kontakt med den så kallade "norrlandsortodoxin" och David Chytraeus teologi. Efter fem års studier i Uppsala prästvigdes Kenicius av ärkebiskopen i Uppsala 1582. Johan Eenberg anger felaktigt att Kenicius år 1577 blev professor vid det tynande Uppsala universitet. Hans fars önskan var att Petrus Kenicius skulle avancera till kaplan i Umeå landsförsamling, men bönderna kallade honom inte. Efter sin prästvigning avreste Kenicius därför till Tyskland där han samma år inskrevs vid universitetet i Rostock som var säte för teologin bakom konkordieformeln, året därefter vid universitetet i Wittenberg där han 1586 blev filosofie magister, och återkom till Sverige 1587.
Han var professor vid Collegium Stockholmense 1587, Johan III:s högskola, där han undervisade i dialektik. Då Kenicius, Nicolaus Olai Bothniensis och Ericus Jacobi Skinnerus vägrade godkänna Johan III:s liturgi dömdes de till ett kortare fängelsestraff, vilket var en del av den så kallade liturgiska striden. Ramismen vann gehör i vid Uppsala möte 1593, vid vilket möte han var en av tolv bisittare. Samma år återupprättades Uppsala universitet och Kenicius utsågs till andre teologie professor, vilket innebar att han ansvarade för Nya Testamentets exegetik och att han blev penitentarie i domkapitlet. 1593–1595 var han kyrkoherde i Funbo socken.

## Biskop
I Uppsala hölls 1595 ett kyrkomöte under vilket Kenicius verkar ha blivit utnämnd till biskop i Skara stift, men sedan dåvarande biskop Jacob Johannis inte avträdde sin stol kunde Kenicius inte tillträda förrän efter riksdagen på hösten. Åtminstone sedan denna riksdag var Kenicius en trogen bundsförvant till hertig Karl, och tog dennes parti mot både Sigismund och var en av krafterna bakom Abraham Angermannus avsättande 1599. 1608 utsågs han till biskop i Strängnäs stift, men hann aldrig tillträda befattningen. Samma år skickades han som legat i Livland för att genomdriva en fred med Polen.
Kenicius deltog i alla riksdagarna 1595 till 1633, mellan 1617 och 1633 som talman, och spelade en central roll i tidens teologiska strider vilka i hög grad påverkade statsskicket. I flera andra möten – synoder, stiftsmöten, kyrkomöten – arbetade han för höjande av moral och kunskap, liksom han gjorde i olika skrifter. Som prästeståndets representant i riksdagen utsågs han att överse Handboksförslaget av 1608 och att ta fram en ny kyrkolag, och verkar ha delat Gustav II Adolfs önskan att omorganisera kyrkan genom införande av ett generalkonsistorium.
På konungens order vigdes Kenicius till ärkebiskop 2 juli 1609 efter Olaus Martinis bortgång den 17 mars samma år. Som ärkebiskop var han också universitetets prokansler. Han blev därmed ledare för consistorium regni. En annan funktion ärkebiskopen hade var att utfärda prejudikat för hovrätten när den mosaiska lagtolkningen var oklar. Han krönte Gustav II Adolf, och sammanvigde denne med Maria Eleonora av Brandenburg.

## Reformer
Såsom universitetets prokansler hade Kenicius den högsta tillsynen över Uppsala universitet, som under Kenicius tid och på hans tillskyndan höjde sin standard avsevärt med flera professurer och genom donationer av Gustav II Adolf vilka Kenicius efterfrågade. Uppsala universitet grundades långt dessförinnan, men det var först under Kenicius tid som ärkebiskop som dess verksamhet kom igång. Han författade Uppsala universitets statuter tillsammans med Laurentius Paulinus Gothus och Johannes Svenonis Raumannus, och förbjöd privata kollegier. Universitetet i Dorpat grundades på Kenicius initiativ. 24 oktober 1617 skedde Uppsalas första teologie doktorspromotion, och Kenicius var en av fyra promovendi och rankades högst av dessa.
Utbildning var centralt för Kenicius som ärkebiskop, och han främjade katekesundervisning, utgav en ABC-bok, en katekes, och den 22 juli 1625 införde han en allmän bönedag i landet om undervisning. Han införde en årlig jubelfest för att hylla reformationens införande. Han försökte förbjuda barn under åtta år att ta nattvarden om de inte först kunde katekesen. Tillkomsten av Uppsala-psalmboken var hans initiativ. Han översatte Compendium doctrinae coelestis av Matthias Hafenreffer samt försåg detsamma med ett företal. Det senare arbetet blev ett standardverk för den svenska prästutbildningen i 200 år. Kenicius tog Johannes Rudbeckius parti mot Axel Oxenstierna, och krävde att kyrkans styrelse enbart skulle bestå av prästerskapet. 
Kenicius grundade en mer organisatoriskt styrd fattigvård i Sverige, den s.k. Spetalsordningen 1622.
Petrus Kenicius heraldiska vapen är delat. Det övre fältet är blått och föreställer ett vitt gående lamm som bär på ett gyllene kors och en fana av rött kors på vit botten. Nedre delen tre röda rosor på gemensam stjälk på gyllene botten.

## Familj
Gift 1587 med Margareta Hansdotter (Gammal), dotter till borgmästaren i Gävle stad Hans Månsson (Gammal). De hade barnen:
- Katarina Kenicia, gift med ärkebiskop Johannes Canuti Lenaeus, barnen adlade Clo
- Margareta Kenicia, gift med professor Olaus Laurelius, sonen adlad Lagersköld
- Anna Kenicia, gift med kyrkoherden Carolus Benedicti Praetorius, stammoder för adelsätten Bäfverfeldt
- Johan Kenicius
- König Kenicius, borgmästare i Torneå
- Sara Kenicia, gift med professor Martinus Olai Nycopensis
- Barbro Kenicia, gift med kyrkoherde Olaus Petri Njurenius, stammoder för släkten Plantin
- Elisabeth Kenicia, gift med häradshövdingen i Skåning, Valle och Hagunda härad Gudmund Krok